# Zellerminia
Zellerminia là một chi bướm đêm thuộc họ Erebidae.

## Loài
- Zellerminia zelleralis (Wocke, 1850)